# Bellman (Suppè)
Bellman ist eine Operette in drei Akten des Komponisten Franz von Suppè. Das
Libretto stammt von Moritz West und Ludwig Held. Die Uraufführung fand am 26. Februar 1887 im Theater an der Wien statt.

## Handlung
Auf einem belebten Platz in Stockholm am Mälarsee treffen zwei verfeindete Parteien aufeinander; die Hüte treten für einen Krieg Schwedens mit Russland ein, die Mützen sind dagegen. Beide Parteien versuchen, den Dichter Bellman auf ihre Seite zu ziehen; der aber winkt ab; sein Herz sei zugewandt dem ganzen Vaterland und im Übrigen sei seine Waffe das Lied und nicht der Degen.
Die Hüte glauben, einen Trumpf mit der Gräfin Ulla in der Hand zu haben. Sie gilt als die neue Favoritin des Königs, hat sich aber geschworen, dem König erst ihre Huld zu gewähren, wenn er den Krieg an Russland erklärt.
Bellman steht kurz vor der Hochzeit mit Karin, der Tochter des Heringshändlers Elvegaard. Die Hochzeit soll noch am selben Abend stattfinden.
Den beiden Pulverfabrikanten Steen und Funk ist diese Heirat ein Dorn im Auge. Sie wollen beide Karin selber heiraten; der Eine, weil er sich verliebt hat, der Andere wegen der Mitgift, denn sie stehen kurz vor der Pleite. Niemand will mehr ihr Pulver kaufen, das nicht hochgegangen ist. Nun versuchen sie vergebens, Elvegaard zu überzeugen, dass eine Verbindung seiner Tochter mit dem Dichter seiner Karriere schaden würde.
Gräfin Ulla ist auf dem Weg zum König von den Mützen auf einem Schiff festgesetzt worden, konnte aber entkommen und ist nun auf der Flucht. Sie trifft auf Bellman, der in ihr die unbekannte Schöne erkennt, in die er sich vor zwei Jahren unsterblich verliebt hatte. Ulla bittet Bellman um Hilfe und der lässt sich, obwohl seine Hochzeit unmittelbar bevorsteht, überreden und bittet Ulla zu sich ins Haus.
Funk und Steen haben die Szene beobachtet und wittern ihre Chance, einen Skandal heraufzubeschwören, um so doch noch die Hochzeit Bellmans mit Karin zu verhindern. Während der Hochzeitszug noch ohne den Bräutigam heranzieht, provozieren sie durch gezielte Andeutungen die Hochzeitsgäste, so dass diese letztlich Bellmans Haustüre mit Gewalt öffnen und dann Ulla und Bellman zusammen in der Wohnung vorfinden. Der Skandal ist perfekt; Ulla und Bellman müssen nach misslungenen Versuchen, die peinliche Situation als harmlos darzustellen, die Flucht ergreifen.
Auf ihrer Flucht geraten Bellman und Ulla in ein Lager der Mützen. Bellman ist den Leuten im Lager bekannt, aber Ulla kann sich als dessen gerade angetraute Ehefrau Karin ausgeben.
Ein aufziehender Sturm zwingt Bellman und Ulla, die Gastfreundschaft der Mützen anzunehmen und die Nacht in einem ihrer Zelte zu verbringen. Bellman benützt die Gelegenheit, Ulla zu bedrängen. Er erzählt ihr, wie er von ihr geträumt hat. Ulla gesteht ihm allenfalls zu, seinen Traum nur für diese Nacht zu erfüllen.
Während Bellman und Ulla ihrem Traum nachhängen, erscheinen Elvegaard, seine Frau Tronda und seine Tochter Karin, orientierungslos im Sturm umherirrend. Elvegaard wurde im 1. Akt von dem Pulverfabrikanten Funk vorgegaukelt, er würde zum Baron ernannt werden, aber nur, wenn Bellman nicht zu seinem Schwiegersohn werde. Da die Hochzeit nun geplatzt ist, machte er sich mit seiner Familie auf den Weg, um die Ernennung zum Baron einzufordern. Nun suchen sie Schutz in einem in der Nähe befindlichen Lager der Lappen. Inzwischen schleichen Ulla und Bellman als Lappen verkleidet aus dem Zelt und schließen sich im Schutz der Dunkelheit einer gerade vorbeiziehenden Gruppe von Lappen an.
Elvegaard, Tronda und Karin werden von Wachen der Mützen entdeckt und als vermeintliche Spione vor ihren Kommandanten geschleppt. Als Elvegaard sich als solcher zu erkennen gibt und seine Frau und seine Tochter Karin vorstellt, wird er erst recht als Spion verdächtigt, denn Karin war ja vor kurzem mit ihrem neu angetrautem Ehemann Bellman noch hier. Ulla hatte zuvor in ihrer Verkleidung als Lappin den Mützen weisgemacht, dass Karin und Bellman das Lager auf der Suche nach einem Schiff verlassen hätten. Als Elvegaard behauptet, jeder Lappe würde ihn erkennen, wird der in der Nähe weilende, als Lappe verkleidete, Bellman gefragt, ob er den Herrn kennt und er identifiziert ihn als den Heringshändler Elvegaard. Als er Karin identifizieren soll, zögert er – Ulla mischt sich rasch ein und behauptet, Karin sei die Gräfin Ulla. Der Kommandant verlangt nun von der vermeintlichen Gräfin, einen Brief an den König zu schreiben, um ihm mitzuteilen, dass sie ihren Entschluss geändert habe: der Krieg an Russland dürfe nicht erklärt werden, sonst sei sie verloren.
Der Weg zum König führt aber übers Meer. Niemand von den Mützen traut sich bei diesem Sturm, den Brief zu überbringen. Da melden sich Bellman und Ulla freiwillig; sie stürzen sich in die aufgewühlte See, entkommen so ihren Feinden und sorgen sogleich damit, dass die erzwungene Depesche an den König wirkungslos bleibt.
Anlässlich eines Empfangs beim König deutet Ulla gegenüber Bellman an, dass die Entscheidung, Krieg oder Frieden bei ihm liege. Sie könne noch wählen: den Krieg und den König oder den Frieden und Bellman. Bellman antwortet sofort: „Die Ehre Schwedens verlangt den Krieg“ und macht Ulla klar, dass sie ihrer Bestimmung folgen, er aber verzichten müsse.
Bellman trifft auf die Familie Elvegaards, die auf Wunsch der Gräfin Ulla von zwei Offizieren nach Stockholm zurückgebracht wurde. Naturgemäß wollen sie nichts mehr von Bellman wissen; als sie jedoch hören, dass er nun Sekretär des Königs ist, tauen sie allmählich auf. Bellman soll Karin zum König bringen, der die Wünsche ihres Vaters „von ihren schönen Lippen“ vernehmen will.
Karin kehrt Arm in Arm mit Bellman vom König zurück. Bellman erklärt, Karin habe ihm verziehen; Ulla hätte sie entsprechend aufgeklärt. Kurz darauf verkündet ein Herold unter herbeiströmendem Volk und Militär, die Hüte und Mützen hätten sich versöhnt und würden nun gemeinsam gegen den Feind des Vaterlandes ziehen; der Krieg gegen Russland sei erklärt.

## Musik
Die Operette kam bei der Wiener Presse außergewöhnlich gut an. Da findet man Aussagen wie
- Die Musik trägt ein höheres Gepräge als das der Operette, die Behandlung der Stimmen wie die des Orchesters ist überwältigend, schwedische Volkslieder sind sehr glücklich eingefügt…[1]
- …entfaltete Meister Suppé seine ganze und volle Künstlerschaft, um ein musikalisches Gebäude im Stile von Boccaccio und Fatinitza aufzuführen…[2]
- Bis auf das Finale des 2. Aktes, welches allzu opernhaft ausgearbeitet ist […] ist die ganze Partitur eine ununterbrochene Reihe charakteristischer und melodiöser Nummern[3]
- Die Musik zeigt den Altmeister Suppé in seiner vollen Klangschönheit[4]

Es gibt aber auch Einschränkungen: „Die Ensembles sind den Sologesängen entschieden vorzuziehen, die letzteren leiden viel an melodischer Schwäche…“.
Außer einem eher belanglosen Marsch gibt es keine Einspielung von diesem Werk. Nun hat aber der schwedische Orden Par Bricole, dessen Gründungsmitglied der Dichter Bellman war, diese Operette im Januar 2023 in Stockholm zwei Mal aufgeführt. Von diesen Aufführungen liegt allerdings nur eine Amateur-Audioaufnahme vor. Weitere Quellen zur Beurteilung der Musik ist eine computergestützte, rein instrumentale Aufnahme der gesamten Partitur durch Dario Salvi und ein nach der Originalpartitur über Computer angefertigter Klavierauszug mit den Singstimmen.
Aufgrund dieser Quellenlage bestätigen sich im Wesentlichen die Urteile der zeitgenössischen Wiener Presse. In der Tat zeigt Suppè in den teils polyphonen Ensembles seine wahre Stärke, seine außergewöhnliche kompositorische Kraft. Doch gibt es darüber hinaus auch einige hübsche Einzelnummern, so etwa das Flicka (Mädchen)–Lied, das durchaus auch Gassenhauer-Qualität hat, ein herrlich komisches Duettino der beiden Pulverfabrikanten, zwei humorige Couplets des Heringshändlers oder das Quintett am Ende der Operette, ebenfalls ohrwurmverdächtig. Wie oben schon erwähnt, hat Suppè auch schwedische Volkslieder eingefügt, wie etwa das „Lappenduo“ und das „Schwalbenquartett“. Ebenso konnten in der Introduktion zwei originale Bellman Lieder auf einen neuen Text entdeckt werden.

## Anmerkung
Die Musik der Operette hätte es verdient, wiederbelebt zu werden. Allerdings kann das Werk ohne Bearbeitung des Librettos heutzutage nicht mehr auf die Bühne gebracht werden. Das liegt vor allem am martialischen Schluss der Operette, in welchem mit einem unerträglichen Hurra-Patriotismus der Krieg gegen Russland erklärt wird. Dass ausgerechnet Russland der Kriegsgegner sein soll, ist dieser Tage von besonders aktueller Brisanz. Und dies war es schon zu Zeiten der Uraufführung. Damals wurde aus politischen Erwägungen Russland von der Zensur gestrichen und der Krieg musste gegen Dänemark erklärt werden.
Die zeitgenössische Presse störte sich übrigens überwiegend nicht an diesem Schluss, sprach sogar von „einem äußerst anmutigen, interessanten Textbuch“, oder von einem „recht amüsanten und wirkungsvollen“ Libretto, das „viel Gelegenheit zu Massenwirkungen gibt“. Aber das war eine andere Zeit, in welcher der Krieg noch als Fortsetzung der Politik mit anderen Mitteln galt.
Zum Glück finden die entscheidenden Weichenstellungen nur im dritten Akt statt, sodass Änderungen hauptsächlich nur dort vorzunehmen sind. Inzwischen gibt es einen fertigen Entwurf für eine Neufassung, welche die wesentlichen Teile der Handlung beibehält aber den kriegstreibenden Schluss umwandelt; aus dem Hurra-Patriotismus wird ein Katzenjammer – ein Schluss in etwa im Geiste einer Offenbachiade.
Zwei Prophezeiungen aus der zeitgenössischen Presse haben sich übrigens nicht bewahrheitet:
- „Es ist kein Zweifel, dass sich die neue Operette lange auf dem Repertoire erhalten wird und dass die vielen melodiösen Nummern bald ‚ins Volksblut übergehen‘ werden.“[10]
- „Wenn man die besten Namen von Suppés Werken nennt so wird man in Zukunft auch ‚Bellman‘ nennen.“[11]

Die Operette wurde nach nur 19 Vorstellungen vom Programm abgesetzt. Suppè Biograph H.D. Roser vermutete, dass neben dem in Wien unbekannten Dichter Bellman, dem ungewohnten nordischen Sujet sowie die von Suppè gewählte Bezeichnung „Oper“ auch der kriegstreibende Schluss einer der Gründe gewesen sein könnte.
Historisch gab es die zwei streitenden Parteien in Schweden wirklich, jedoch handelte es sich dabei um den Adel und die nichtadeligen Stände im Ständereichstag. König Gustav III hat 1788 tatsächlich gegen Russland Krieg geführt (allerdings ohne Erklärung) – und ihn verloren.